# Acanthopelma rufescens
Acanthopelma rufescens é uma espécie de aranha pertencente à família Theraphosidae (tarântulas). Encontrada na América Central.